# Phytoliriomyza nublensis
Phytoliriomyza nublensis este o specie de muște din genul Phytoliriomyza, familia Agromyzidae, descrisă de Spencer în anul 1982. Conform Catalogue of Life specia Phytoliriomyza nublensis nu are subspecii cunoscute.